# NGC 6192
NGC 6192 في الفهرس العام الجديد، هي مجرة، تقع في كوكبة العقرب. اكتشفت في 13 مايو 1826 بواسطة جيمس دنلوب.

## روابط خارجية
- NGC 6192 على موقع ويكي سكاي: DSS2, SDSS, GALEX, IRAS, Hydrogen α, X-Ray, Astrophoto, Sky Map, Articles and images